# Marmylaris buckleyi
Marmylaris buckleyi är en skalbaggsart som beskrevs av Francis Polkinghorne Pascoe 1857. Marmylaris buckleyi ingår i släktet Marmylaris och familjen långhorningar.
Artens utbredningsområde är Taiwan. Inga underarter finns listade i Catalogue of Life.